# AMD Turion 64
Turion 64 ist eine am 10. März 2005 offiziell vorgestellte Notebookprozessor-Familie des Herstellers AMD. Als Dual-Core-Version kam im Jahr 2006 der AMD Turion 64 X2 auf den Markt.
Der Turion 64 wurde als AMD K8L entwickelt und stellt eine besonders stromsparende Variante der K8-Generation dar. Gleichwohl besitzt er alle anderen Merkmale dieser Generation.

## Technik
Der Turion 64 ist ein direktes Derivat des Desktopprozessors Athlon 64 für den Sockel 754 mit Single-Channel-DDR-Speicherinterface und den Sockel S1 mit Dual-Channel-DDR2-Speicherinterface. Der Turion 64 wird mit leichten Änderungen im Herstellungsprozess auf niedrigen Stromverbrauch optimiert. Durch die Verwandtschaft mit dem Athlon 64 ist auch beim Turion 64 der Speichercontroller im CPU-Die integriert und die Kommunikation über die Northbridge entfällt.
Vorteile:
- schnelle Kommunikation mit dem Speicher durch Wegfall von Flaschenhälsen
- insgesamt geringere Stromaufnahme als mit externer Northbridge

Nachteile:
- Die verwendete Speicherart ist direkt von der CPU abhängig. Der Turion 64 mit Lancaster-Kern kann beispielsweise nur DDR-Speicher ansprechen, wobei der Turion 64 mit Richmond-Kern in der Lage ist, DDR2-Speicher anzusprechen.
- Als Stromsparmaßnahme wird die HyperTransport-Kommunikation im C3-Stromsparmodus abgeschaltet. Bei der Verwendung von Shared-Memory-Grafikkarten greift die GPU aber ständig auf den Hauptspeicher zu. Dieser wäre dann nicht mehr verfügbar. Damit die Grafikkarte das Bild mehrmals pro Sekunde auslesen kann und die Stromsparfunktionen dennoch genutzt werden können, muss der Chipsatz den so genannten Stutter-Mode unterstützen, um der Hardware Zugriff auf den Hauptspeicher ohne CPU zu ermöglichen.

## Bezeichnungsschema
Das verwendete Bezeichnungsschema orientiert sich primär am maximalen Stromverbrauch und an der Rechenleistung: Das Kürzel MT bezeichnet die Low-Voltage-Version mit maximal 25 Watt Verlustleistung (TDP), ML die Standardversion mit maximal 35 W. Darauf folgt eine zweistellige Zahl, die die Vergleichbarkeit der Leistungsfähigkeit der Modellvarianten gewährleisten soll. Auch der Turion 64 ist – wie auch schon andere AMD64-CPUs zuvor – mit unterschiedlichen L2-Cache-Größen verfügbar. Die L2-Cache-Größen variieren zwischen 512 und 1024 KiB, wobei die höherwertigen Modelle über einen größeren L2-Cache verfügen.
Am 1. September 2006 wurde ein neues Modell mit dem Codenamen „Richmond“ auf den Markt gebracht, welches den Sockel S1 nutzt. Es verfügt somit über ein DDR2-Speicherinterface und beherrscht nun die Virtualisierungstechnik AMD-V.

## Marketing
AMD positioniert das offiziell als Turion 64 Mobile Technology bezeichnete Marketing-Konzept gegen das des Centrino von Intel. Im Gegensatz zu Intel bindet AMD den Gebrauch des Markennamens aber nicht an die Verwendung bestimmter, vornehmlich hauseigener Chipsätze, sondern überlässt dem Hersteller die Auswahl der Komponenten. ATI Technologies, VIA Technologies und SiS bieten Notebook-Chipsätze für den Turion 64 an:
- ATI Xpress
- VIA K8M-Serie
- VIA K8T-Serie

## Modelldaten Sockel 754
Alle Prozessoren für den Sockel 754 besitzen einen Speichercontroller mit einem Kanal (64 Bit, Single-Channel-Betrieb) für DDR-SDRAM.

### Lancaster

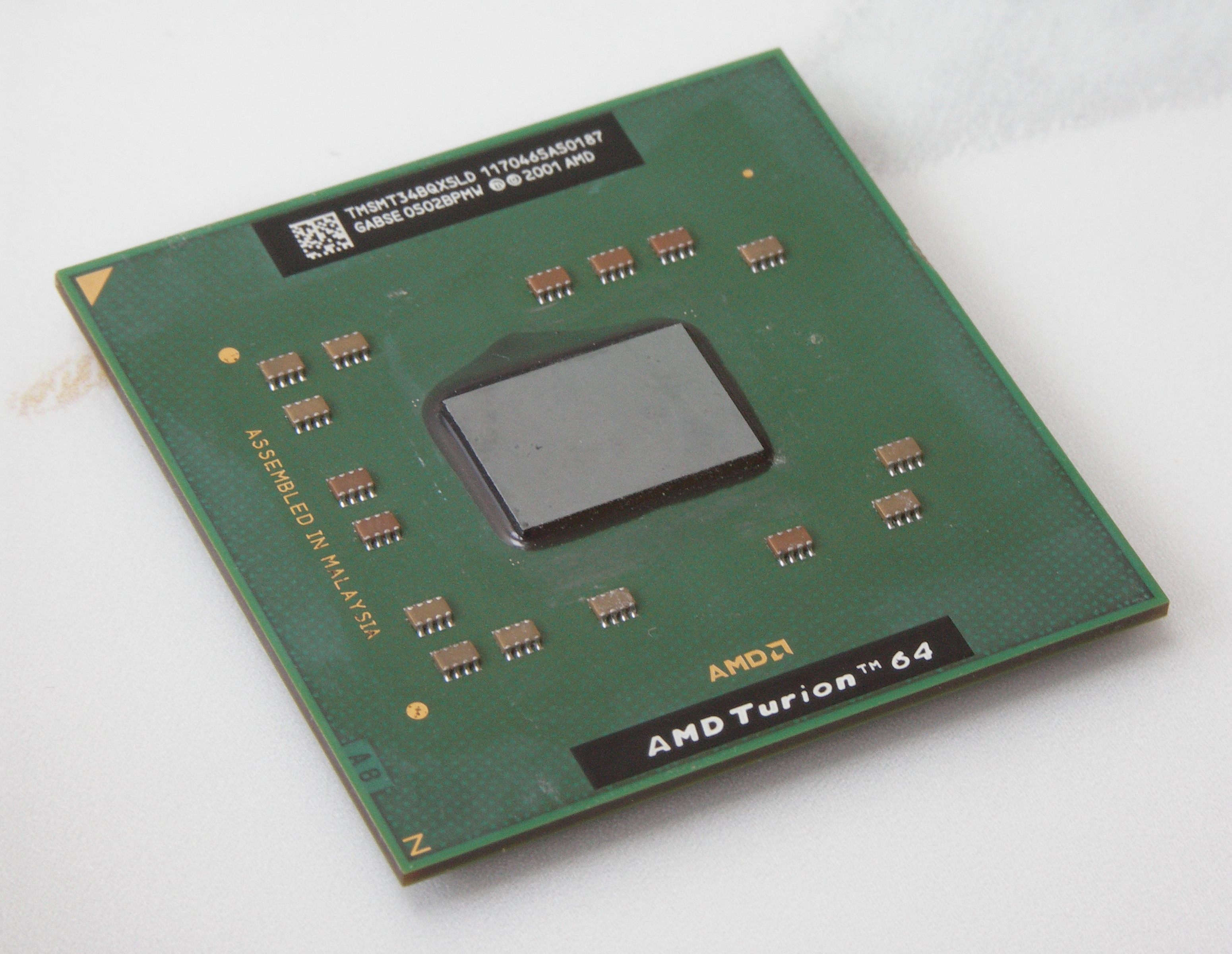
Modell MT-34 (Oberseite)

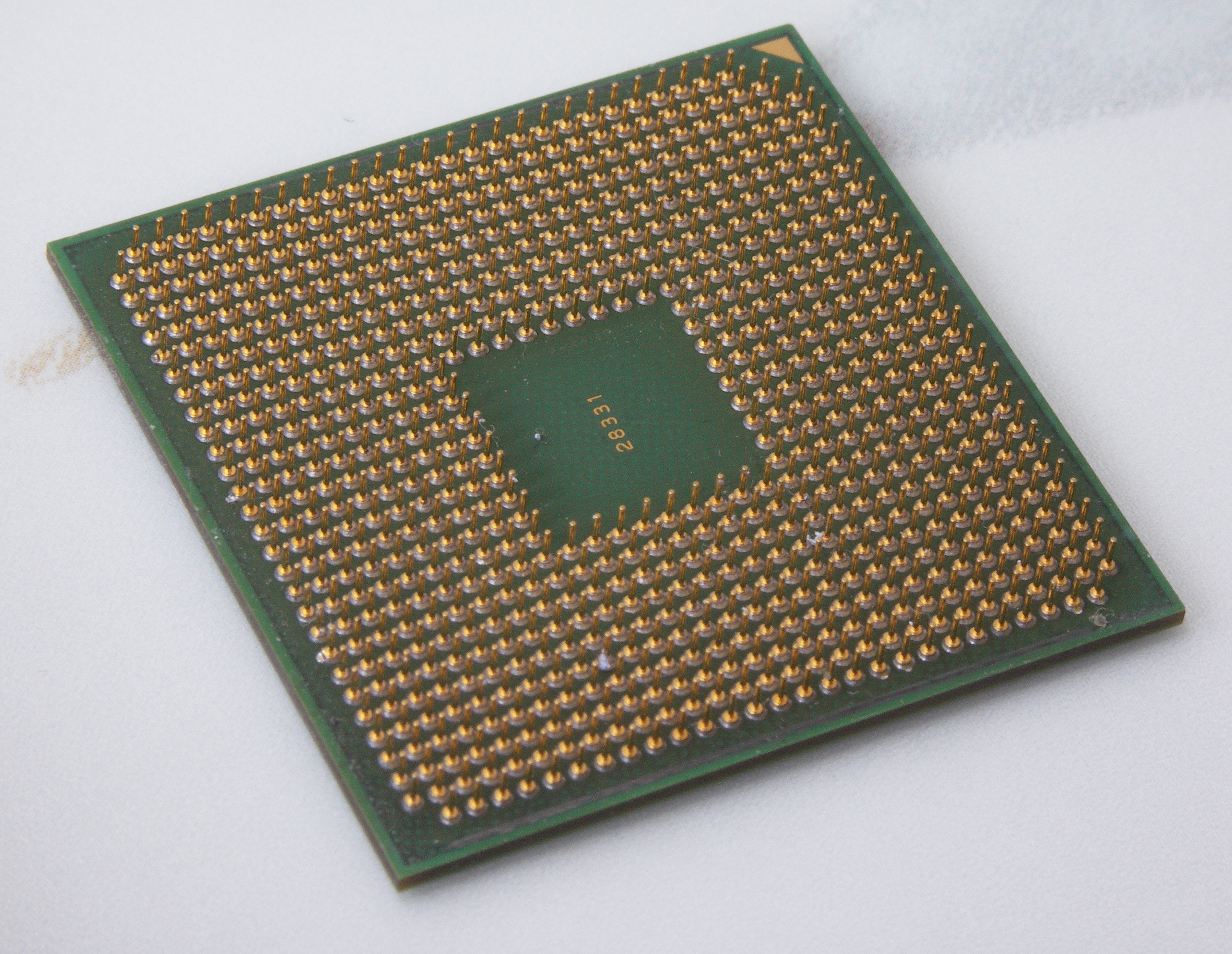
Modell MT-34 (Unterseite)

- Revision E5
- L1-Cache: 64 + 64 KiB (Daten + Instruktionen)
- L2-Cache: 512 KiB oder 1024 KiB mit Prozessortakt
- MMX, Extended 3DNow!, SSE, SSE2, SSE3, AMD64, PowerNow!, NX-Bit
- Sockel 754, HyperTransport mit 800 MHz (HT1600)
- Betriebsspannung (VCore):
  - 0,9–1,35 V (ML-Reihe)
  - 0,9–1,2 V (MT-Reihe)
- Erscheinungsdatum: 10. März 2005
- Fertigungstechnik: 90 nm (SOI)
- Taktraten: 1,6–2,4 GHz
  - ML-Modelle (Turion Desktop Replacement):
    - ML-28: 1,6 GHz (512 KiB L2-Cache, 32 W TDP) [22. Juni 2005]
    - ML-30: 1,6 GHz (1024 KiB L2-Cache, 32 W TDP) [10. März 2005]
    - ML-32: 1,8 GHz (512 KiB L2-Cache, 34 W TDP) [10. März 2005]
    - ML-34: 1,8 GHz (1024 KiB L2-Cache, 34 W TDP) [10. März 2005]
    - ML-37: 2,0 GHz (1024 KiB L2-Cache, 35 W TDP) [10. März 2005]
    - ML-40: 2,2 GHz (1024 KiB L2-Cache, 35 W TDP) [22. Juni 2005]
    - ML-42: 2,4 GHz (512 KiB L2-Cache, 35 W TDP) [1. Oktober 2005]
    - ML-44: 2,4 GHz (1024 KiB L2-Cache, 35 W TDP) [4. Januar 2006]

  - MT-Modelle (Turion Low Power):
    - MT-28: 1,6 GHz (512 KiB L2-Cache, 22 W TDP) [22. Juni 2005]
    - MT-30: 1,6 GHz (1024 KiB L2-Cache, 22 W TDP) [10. März 2005]
    - MT-32: 1,8 GHz (512 KiB L2-Cache, 24 W TDP) [10. März 2005]
    - MT-34: 1,8 GHz (1024 KiB L2-Cache, 24 W TDP) [10. März 2005]
    - MT-37: 2,0 GHz (1024 KiB L2-Cache, 25 W TDP) [22. August 2005]
    - MT-40: 2,2 GHz (1024 KiB L2-Cache, 25 W TDP) [22. August 2005]

## Modelldaten Sockel S1
Alle Prozessoren für den Sockel S1 besitzen einen Speichercontroller mit zwei Kanälen (128 Bit, Dual-Channel-Betrieb) für DDR2-SDRAM.

### Richmond
- Revision F2
- L1-Cache: 64 + 64 KiB (Daten + Instruktionen)
- L2-Cache: 512 KiB mit Prozessortakt
- MMX, Extended 3DNow!, SSE, SSE2, SSE3, AMD64, PowerNow!, NX-Bit, AMD-V
- Sockel S1, HyperTransport (800 MHz, HT1600)
- Betriebsspannung (VCore): 1.00–1.45 V
- Erscheinungsdatum: 1. September 2006
- Fertigungstechnik: 90 nm (SOI)
- Taktraten: 2,0–2,2 GHz
  - MK-Modelle:
    - MK-36: 2,0 GHz (512 KiB L2-Cache, 31 W TDP) [1. September 2006]
    - MK-38: 2,2 GHz (512 KiB L2-Cache, 31 W TDP) [1. September 2006]